# Linde Ergo

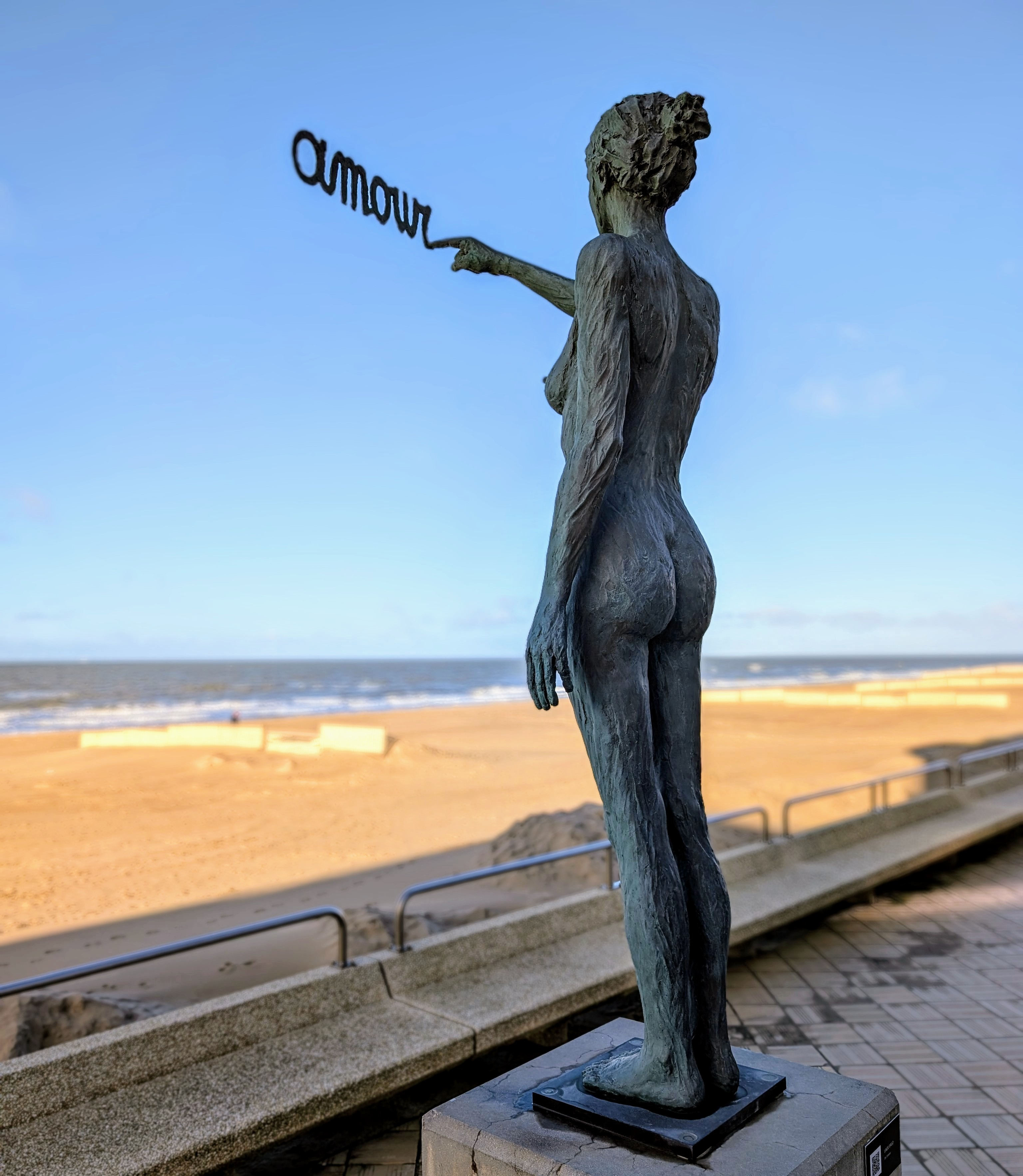
Werk von Linde Ergo: de l'Amour

Linde Ergo (* 16. Juli 1966 in Gent) ist eine belgische Bildhauerin.

## Leben
Linde Ergo entstammt einer Künstlerfamilie. Sie studierte Bildhauerei an der Academie van Ukkel und erwarb den Abschlussgrad an der Academie voor Beeldende Kunsten in Gent. 1992 ging sie nach New York, wo sie acht Jahre im Sculpture Center (Queens N.Y.C.) arbeitete. Dort hatte sie auch ihre ersten Ausstellungen. Anschließend kehrte sie nach Belgien zurück. Sie lebt und arbeitet in De Haan (Nordsee).

## Werk
Linde Ergo widmet sich der gegenständlichen Kunst. Im Mittelpunkt steht bei ihr der Ausdruck menschlicher Gefühle und Empfindungen. Ihr Werk umfasst kleine bis lebensgroße Skulpturen aus Bronze und Terrakotta. Große Beachtung fand 2013 ihre Skulptur Hope (Mutter mit Kind) für das Sint Vincentius Hospital in Antwerpen, die sich in einem Auswahlverfahren unter hundert anderen Entwürfen durchsetzte.

## Ausstellungen (Auswahl)
- 1992–1998: Jahresausstellungen Sculpture Center New York City
- 2007: Gemeentehuis De Haan d`Annexe
- 2008: Gemeentehuis Zottegem
- 2010/2011: Lineart International Art Fair, Gent
- 2012/2013: Lille Art Fair, Frankreich
- 2013: Eurantica, Brüssel / Art Nocturne Knokke
- 2014: Global Art Fair, Amsterdam / Antiques & Art Fair Luxembourg
- 2015: 22. Sculpturenfestival Knokke-Heist (Linde Ergo, Dirk de Keyser, Gerda de Jonghe, Evert den Hartog)
- 2016: Art Center Hores, Sint-Martens-Latem und Knokke
- 2018: Teilnahme an "Sculptures @ Sea" in De Haan, während der Triennale Beaufort
- Dauerinstallation im Garten des Sint Vincentius-Hospitals Antwerpen